# 段宗榜
段宗榜（？—？）一作段琮榜、段宗牓，《僰古通纪浅述》又称之为金缙，南诏大臣。太和城（今云南省大理市）人，一说为汤（亦作汤池，在今云南省宜良县）人。
段宗榜是段儉魏（段忠国）孙字辈，世为南诏大将。劝丰祐在位时，初为大军将（南诏高级将领）。天启五年（844年），改任清平官兼备国史。858年，因骠国（在今缅甸）遭狮子国进攻，向南诏求救，段宗榜奉王命率南诏兵救骠国。段宗榜临行，恐权臣王嵯巅乘劝丰祐年老、王储世隆年幼之机篡国，向劝丰祐请得专生杀之权。出征途中，将违期的王嵯巅之子杀死。入缅得胜，获狮子国旗帜、金鼓、兵杖，骠王以金佛（一作佛舍利）酬谢。次年，劝丰祐卒，世隆即位，由王嵯巅专权摄政。段宗榜回国途中致书王嵯巅，请他出城迎金佛。王嵯巅出城拜佛，被段宗榜杀死。南诏大权落入段氏手中。
他的曾孙辈段思平是大理国的建立者。死后，段宗榜被白族尊为最尊贵的本主（地方保护神），称“中央本主”，神号“灵镇五峰建国皇帝”，建庙于神都（在今大理市喜洲镇庆洞村）。